# Sambava
Sambava est une ville de la côte nord-est de Madagascar, dans la province d'Antsiranana. Elle est le chef-lieu de la région SAVA et du district de Sambava. 
Sambava se trouve en pleine région de production de la vanille, du café et du girofle. Elle se trouve au centre d'un triangle formé par Vohémar à 153 km au nord, Andapa à 109 km à l'ouest et Antalaha à 89 km au sud.
La ville abrite une des plus grandes cocoteraies du monde (environ 4 800 ha) appelée Soavoanio.

## Climat
Environ 30 °C l'été, 20 °C l'hiver et 5 mois de pluie par an, Sambava est bercée en permanence par l'alizé.

## Tribus et dialecte
À l'origine, Sambava a été une région Betsimisaraka. Les habitants utilisent donc principalement ce dialecte. Mais le mélange des ethnies est tel qu'il donne, de nos jours, aux Sambaviens une nouvelle identité qui les distingue de toutes les autres ethnies de Madagascar.
Le dialecte est donc un mélange de Betsimisaraka, de sakalava, de Tsimihety, le tout agrémenté de termes français mêlés au malgache et/ou dialectes : un bon nombre d'objets ne s'identifient qu'avec des appellations en français. Un bon exemple de ce phénomène est l'expression : « kel èr’ i andro i ? » pour « quelle heure est-il ? » ou encore « mifim’ sigaret’ » pour « fumer une cigarette ».